# Kanton Hondschoote
Kanton Hondschoote (francouzsky Canton d'Hondschoote) je francouzský kanton v departementu Nord v regionu Nord-Pas-de-Calais. Tvoří ho osm obcí.

## Obce kantonu
- Bambecque
- Ghyvelde
- Hondschoote
- Killem
- Les Moëres
- Oost-Cappel
- Rexpoëde
- Warhem